# Acquigny
Acquigny ist eine französische Gemeinde mit 1725 Einwohnern (Stand 1. Januar 2022) im Département Eure in der Region Normandie; sie gehört zum Arrondissement Les Andelys und zum Kanton Pont-de-l’Arche.

## Geografie
Acquigny liegt in der Landschaft Lieuvin, 82 Kilometer südöstlich von Le Havre und fünf Kilometer südöstlich von Louviers auf einer mittleren Höhe von 79 Metern über dem Meeresspiegel. Die Mairie steht auf einer Höhe von 20 Metern. Die Ortschaft ist von den Nachbargemeinden Pinterville, Vironvay, Heudreville-sur-Eure, und Amfreville-sur-Iton umgeben. Das Gemeindegebiet hat eine Fläche von 1783 Hektar. Die Flüsse Eure und Iton sowie der Bach Les Courtieux fließen durch das Gemeindegebiet.
Acquigny ist einer Klimazone des Typs Cfb (nach Köppen und Geiger) zugeordnet: Warmgemäßigtes Regenklima (C), vollfeucht (f), wärmster Monat unter 22 °C, mindestens vier Monate über 10 °C (b). Es herrscht Seeklima mit gemäßigtem Sommer.

## Geschichte
Auf Luftbildern aus den 1990er Jahren kann man ein Netz von Straßen aus gallo-römischer Zeit (55 v. Chr. bis 486 n. Chr.) erkennen. Eine Straße führte nach Val-de-Reuil, eine andere über Les Andelys nach Fleury-sur-Andelle. 1856 wurden einige römische Münzen bei der Zerstörung der alten Brücke beim Park des Schlosses gefunden. 1863 römische Münzen wurden im Jahr 1908 in einem gemauerten Brunnen gefunden. Es handelt sich um Antoniniane aus der Regierungszeit von Valerian (253–260) bis Constantius I. Cäsar (293–305) und Galerius Cäsar (293–305). In der Nähe des Herrenhauses wurden Spuren eines unterirdischen Aquädukts gefunden, das Wasser des Baches Becdal in Richtung Louviers leitete.
Es wird angenommen, dass eine Kapelle zu Ehren der Märtyrer Maximus von Évreux und seinem Diakon Venerandus erstmals im 5. Jahrhundert erbaut wurde. Roger I. de Tosny schenkte die Kapelle und Ländereien im Jahr 1035 dem Kloster Saint-Pierre et Saint-Paul in Conches-en-Ouche. Das daraufhin eine Priorei in Acquigny gründete. Im Hundertjährigen Krieg (1337–1453) wurde die Priorei zerstört und ab 1450 wiederaufgebaut. Ab 1752 existierte nur noch die Kapelle.

### Bevölkerungsentwicklung
| Jahr      | 1962 | 1968 | 1975 | 1982 | 1990 | 1999 | 2008 | 2018 |
| Einwohner | 961  | 975  | 1006 | 1055 | 1292 | 1448 | 1611 | 1598 |

## Sehenswürdigkeiten

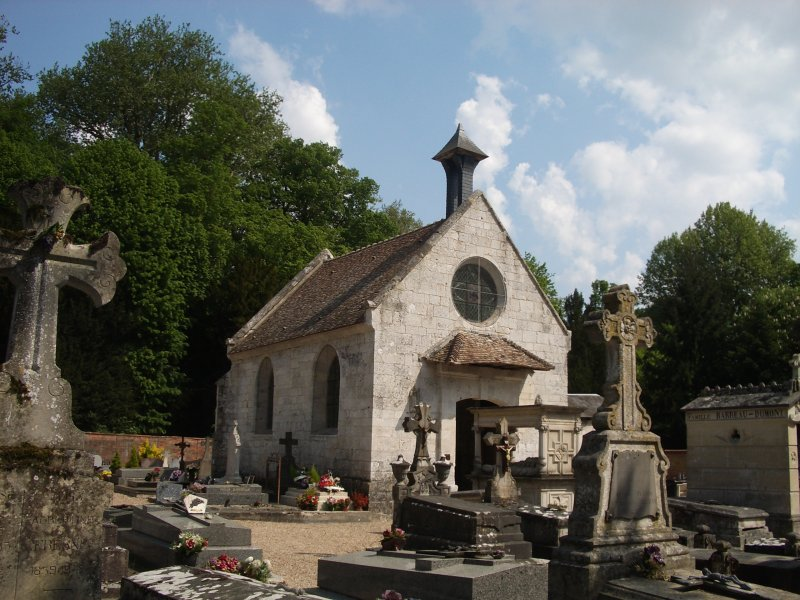
Kapelle Saint-Mauxe-Saint-Vénérand

In der Kapelle Saint-Mauxe-Saint-Vénérand gibt es ein Kirchenfenster aus dem 13. und aus der Mitte des 15. Jahrhunderts, das die Jungfrau Maria glorifiziert. Es stellt Maria mit ihren Attributen Mondsichel, Lilie, mit dem Kind, als frei von der Erbsünde dar, obwohl es vor der Bulle Grave nimis des Papstes Sixtus IV. gefertigt wurde. Die Kapelle war früher die Abteikirche der Priorei Saint-Mauxe-et-Saint-Vénérand. Sie wurde 1954 in das Zusatzverzeichnis der Monuments historiques eingetragen und damit unter Denkmalschutz gestellt.
- Schloss Acquigny (gebaut ab 1557)
- Kirche Sainte-Cécile (Chor gebaut ab 1545)
- Ehemaliges Gefängnis (14. bis 16. Jahrhundert)

## Wirtschaft
Auf dem Gemeindegebiet gelten geschützte geographische Angaben (IGP) für Schweinefleisch (Porc de Normandie), Geflügel (Volailles de Normandie) und Cidre (Cidre de Normandie und Cidre normand).